# Gustl Busch
Gustl Busch (* 8. Dezember 1900 in Hamburg; † 17. Februar 1969 ebenda; auch Gustel Busch) war eine deutsche Schauspielerin.

## Leben
Sie wirkte am Deutschen Schauspielhaus in Hamburg und hatte nach dem Zweiten Weltkrieg auch zahlreiche Rollen im Film und in Hörspielen, so etwa als die Elbe in der Hörspielfassung von Wolfgang Borcherts Stück Draußen vor der Tür, die 1947 vom NWDR produziert wurde oder 1949 in Du kannst mir viel erzählen mit Heinz Rühmann und Elfriede Kuzmany.
Gustl Busch war die erste Ehefrau von Gustav Knuth. Aus der Ehe ging der 1935 geborene Sohn Klaus Knuth († 2012) hervor.

## Filmografie
- 1949: Schicksal aus zweiter Hand – Regie: Wolfgang Staudte
- 1949: Kätchen für alles – Regie: Ákos von Ráthonyi
- 1949: Gefährliche Gäste – Regie: Géza von Cziffra
- 1949/50: Dieser Mann gehört mir – Regie: Paul Verhoeven
- 1949/50: Absender unbekannt – Regie: Ákos von Ráthonyi
- 1950: Taxi-Kitty
- 1950: Nur eine Nacht – Regie: Fritz Kirchhoff
- 1950: Der Schatten des Herrn Monitor – Regie: Eugen York
- 1952: Toxi – Regie: Robert A. Stemmle
- 1954/55: Des Teufels General – Regie: Helmut Käutner
- 1955: Der Mann meines Lebens – Regie: Erich Engel
- 1958: Stahlnetz: Mordfall Oberhausen (TV) – Regie: Jürgen Roland
- 1959: Der Rest ist Schweigen – Regie: Helmut Käutner
- 1960: Faust – Regie: Peter Gorski